# Combretum imberbe
Combretum imberbe är en tvåhjärtbladig växtart som beskrevs av Heinrich Wawra. Combretum imberbe ingår i släktet Combretum och familjen Combretaceae. Inga underarter finns listade i Catalogue of Life.

## Bildgalleri

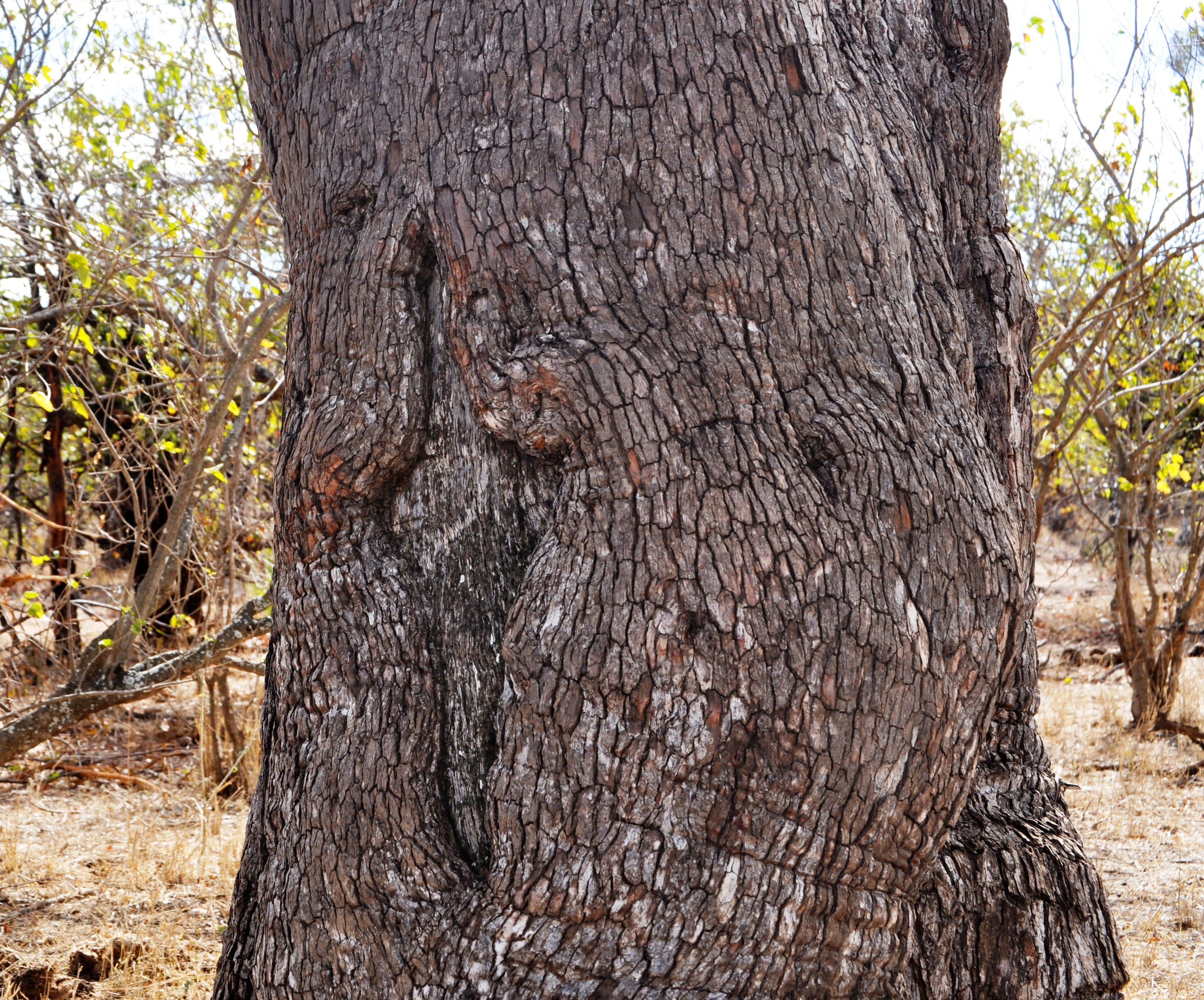
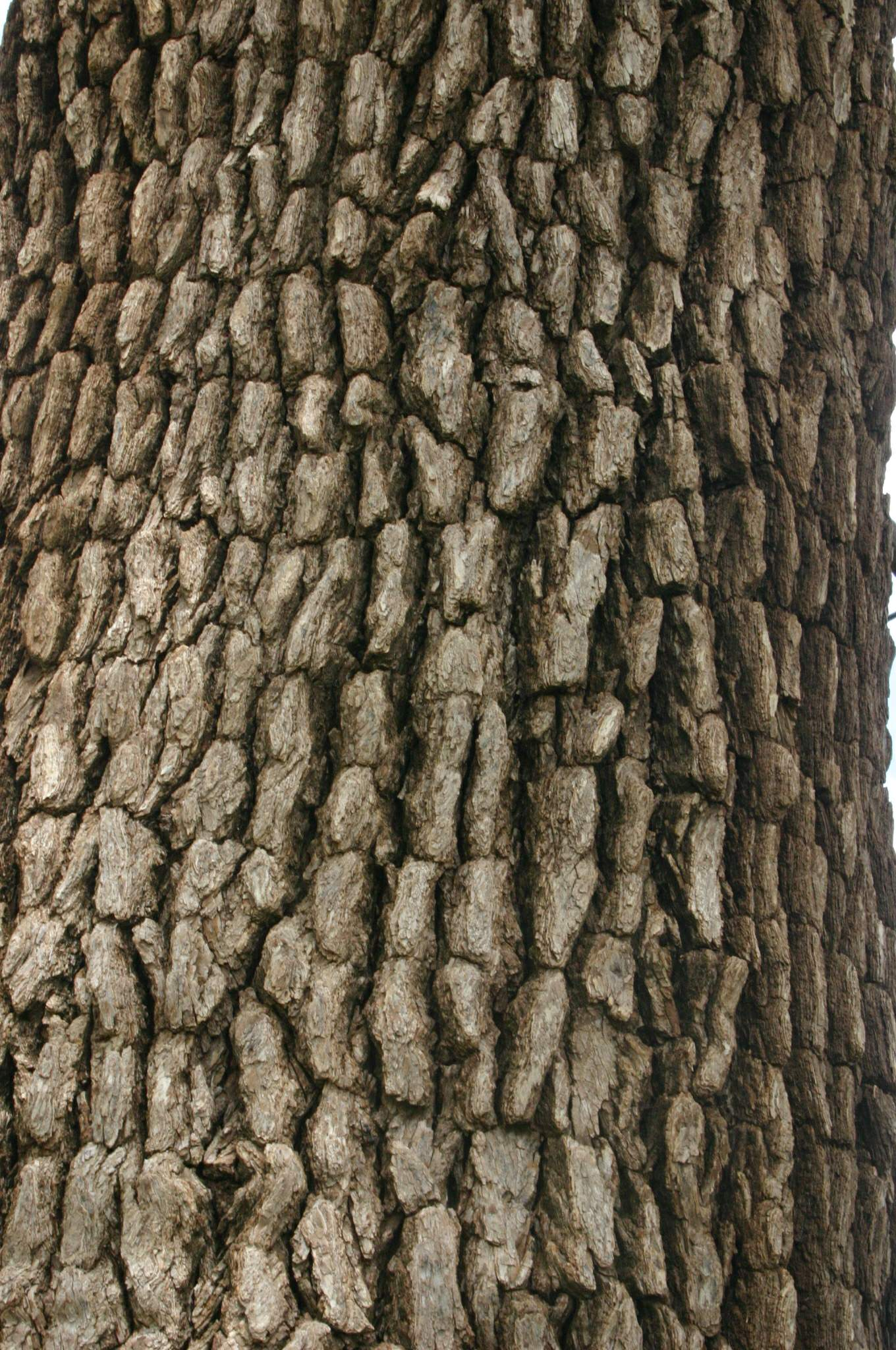